# 拉烏尼翁 (考卡河谷省)
拉烏尼翁（西班牙語：La Unión）是哥倫比亞考卡河谷省的城鎮，位於該國西部，距離首府卡利163公里，始建於1640年，面積121平方公里，海拔高度975米，2005年人口31,123。

## 外部連結
- （西班牙文） La Unión official website[永久]